# Cirurgia abdominal
El terme cirurgia abdominal cobreix àmpliament els procediments quirúrgics que impliquen l'obertura de l'abdomen (laparotomia). La cirurgia de cada òrgan abdominal es tracta per separat en relació amb la descripció d'aquest òrgan (vegeu estómac, ronyó, fetge, etc.).

## Tipus
A continuació es descriuen les cirurgies abdominals més habituals.
- Apendicectomia: obertura quirúrgica de la cavitat abdominal i extirpació de l'apèndix. Normalment, es realitza com a tractament definitiu de l'apendicitis, encara que de vegades l'apèndix s'elimina profilàcticament incidentalment a un altre procediment abdominal.
- Cesària (també coneguda com a cesària): procediment quirúrgic en el qual es fan una o més incisions a través de l'abdomen de la mare (laparotomia) i úter (histerotomia) per donar a llum un o més nadons o, rarament, treure un fetus mort.
- Cirurgia d'hèrnia inguinal: la reparació d'una hèrnia inguinal.
- Laparotomia exploradora: obertura de la cavitat abdominal per a l'examen directe del seu contingut; per exemple, per localitzar una font d'hemorràgia o trauma. Pot o no anar seguit per la reparació o l'eliminació del problema principal.
- Laparoscòpia: una aproximació mínimament invasiva de la cirurgia abdominal on s'insereixen tubs rígids a través de petites incisions a la paret abdominal. Els tubs permeten la introducció d'una petita càmera, instruments quirúrgics i gasos a la cavitat per a la visualització directa o indirecta i el tractament de l'abdomen. L'abdomen s'infla amb diòxid de carboni per facilitar la visualització i, sovint, s'utilitza una petita càmera de vídeo per mostrar el procediment en un monitor al quiròfan. El cirurgià manipula instruments dins de la cavitat abdominal per realitzar procediments com la colecistectomia (extirpació de la vesícula biliar), el procediment laparoscòpic més comú. El mètode laparoscòpic accelera el temps de recuperació i redueix la pèrdua de sang i la infecció en comparació amb el mètode "obert" tradicional.